# Teodor Napoleon Jacobi

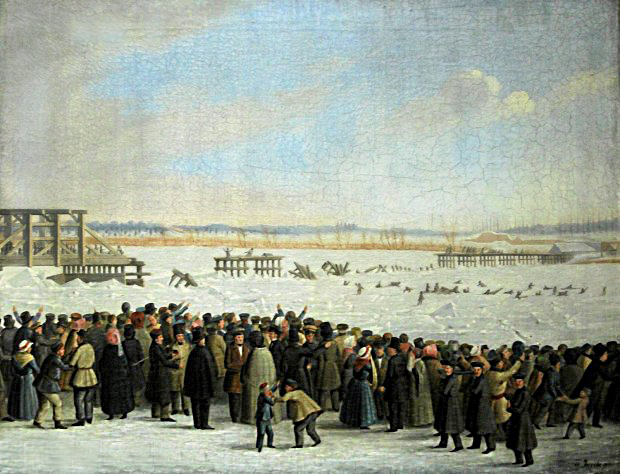
Zerwanie mostu w Toruniu przez kry 1853

Teodor Napoleon Jacobi (ur. 7 lutego 1807 w Toruniu, zm. 7 czerwca 1867 w Ciechocinku), malarz polski, pochodzący ze znanej toruńskiej rodziny malarzy cechowych.
Był synem Jerzego Wojciecha Jacobiego i Albertyny z domu Getke (Gertke), wnukiem protoplasty rodziny malarskiej, Jana Bogumiła (starszego). Zapewne kontaktom zawodowym ojca zawdzięczał arystokratycznych rodziców chrzestnych — kasztelana słońskiego i starostę bobrownickiego Kajetana Onufrego Sierakowskiego wraz z żoną Heleną z Dzieduszyckich. Umiejętności malarskie nabywał pod kierunkiem ojca; oficjalny dzień przyjęcia na ucznia, 27 grudnia 1825, pokrył się z aktem wyzwolenia na czeladnika, co było często praktykowane w przypadku synów mistrzów cechowych. Jako pracę czeladniczą Teodor Jacobi przedstawił rysunek o tematyce mitologicznej. 
Jacobi prowadził w Toruniu warsztat malarski, a także jeden z pierwszych w mieście zakładów fotograficznych. W anonsach w miejscowej prasie (m.in. „Intelligenz-Nachrichten zum Thorner Wochenblatte” w styczniu 1832) ogłaszał się jako „portrecista”. Około 1834 wyjechał na kilka lat do Grudziądza, gdzie urodziła się czwórka jego dzieci z małżeństwa z Wilhelminą z Wernerów. Potem powrócił do Torunia, mieszkał na Nowym Mieście.
Zachowały się cztery prace malarskie Teodora Napoleona Jacobiego. W kościele w Koziegłówkach koło Częstochowy znajduje się portret ks. Ksawerego Salomońskiego (1838). Pozostałe obrazy znajdują się w zbiorach Muzeum Okręgowego w Toruniu: Zerwanie przez kry mostu na Wiśle w Toruniu (1853) oraz portrety królów Bractwa Kurkowego Henryka Plantze (1847) i Ernesta A. Plengortha (ok. 1867). Malarz był prawdopodobnie członkiem tego bractwa.
Obraz Zerwanie mostu stanowił dokumentację wypadku, który miał miejsce w Toruniu 9 marca 1853 i pochłonął życie siedmiu osób, próbujących powstrzymać katastrofę budowlaną. Praca obciążona jest błędami w perspektywie przestrzennej, co wiązało się z brakami warsztatowymi twórcy. Podobnie w pracach portretowych Jacobi koncentrował się na fizjonomii modela, miał natomiast problemy z poprawnym odtworzeniem korpusu ludzkiego i rąk.
Jacobi wykonywał ponadto dekoracje teatralne, a także rzemieślnicze prace malarskie. Zmarł 7 czerwca 1867 w Ciechocinku. Syn Teodora Gustaw Jacobi (ur. 1835 w Grudziądzu, zm. 31 grudnia 1913) prowadził w późniejszych latach warsztat malarski w Toruniu, a syn Gustawa Herman (ur. 9 marca 1876) to ostatni znany przedstawiciel rodziny w Toruniu (w 1910 wyemigrował do USA).